# Le Temps des chenilles
Le Temps des chenilles est une websérie de fiction financée par l’édition 2016 du Fonds TV5, ainsi qu'avec l'appui du Fonds indépendant de production. La série est scénarisée et réalisée par Catherine White, produite par Camille Mongeau et avec la collaboration de Judith Brès, agente de projets au Fonds TV5 et Benoit Beaudoin, directeur contenus numériques chez TV5.

## Synopsis
La première saison de la série comprend 5 épisodes d'une durée de 5 à 9 minutes. Les parents d’Alix, 21 ans, décident de la laisser se débrouiller seule pendant un été en lui interdisant le domicile familial où elle a toujours vécu. Elle décide donc de camper sur le terrain de la maison de son amie Bibi habitant normalement à Montréal, mais revenue le temps d’un été. Elle doit s’efforcer de vivre au quotidien sans son portefeuille et sans vêtements de rechange, choses qu’elle a oublié de prendre avant de quitter la maison de ses parents.
La deuxième saison de la série est mise en ligne le 22 octobre 2018, sur Unis.ca, le site de vidéo sur demande de TV5. D'autres aventures attendent Alex et Bibi, alors que le temps des Fêtes approche et que le changement climatique est évoqué par des températures anormalement élevées pour la saison.

## Épisodes
Liste des épisodes de la saison 1 : 
1. Beau Lendemain
2. Pas mon linge
3. La Chambre rose
4. Cour à scrap
5. Maison IV

Liste des épisodes de la saison 2 :
1. Noir de frette
2. Monique
3. Centre d'achat
4. Avant-veille
5. Shack
6. C'est qui?
7. Identité

## Distribution
Acteurs principaux :
- Karelle Tremblay : Alix
- Sophia Belahmer : Bibi
- Maxime Desjardins-Tremblay : Keven
- Jean-Carl Boucher : Dave ou Danny
- Vincent Fafard : Louis
- Maude Hébert : Maude
- Bernard Fortin : Père d'Alix
- Maud Saint-Germain : Mère d'Alix

## Fiche technique
L'équipe de production de la websérie est composée des membres suivant :
- Réalisation et scénarisation : Catherine White
- Productrice : Camille Mongeau
- Images : Louka Boutin
- Directrice artistique : Mathilde Beaudoin-Tessier
- Prise de son : Steven Ouellet
- Montage offline : Charles Boisseau
- Postproduction : Post-Moderne
- Conception sonore : Studio La Majeure
- Musique originale : Maxime Navert